# 余富庠
余富庠（1911年—2000年12月16日），字。四川省高縣人。民國37年（1948年）在四川省第四選區得382428第二高票當選第一屆立法委員。

## 生平[2][3]
- 四川成都志城法政專門學校畢業，四川民立大學畢業、中央訓練團黨政班19期、革命實踐研究院16期、聯戰班第4期結業。
- 民國26年8月14日，四川省第七選區國大代表選舉，當選為候補國大代表[4]。
- 四川省臨時參議會、四川省參議會議員
- 四川省第十區行政督察專員兼保安司令
- 曾任中國國民黨四川省黨務督導員、四川省黨部委員兼組訓處長、第六次全國代表大會代表、三民主義青年團四川支團部幹事、軍事委員會四川省新聞檢查所少將主任、四川省政府戰時服務團代團長、四川省華鎣山區聯防總處長、立法院內政委員會召集委員暨經費稽核委員程序委員等職。

## 著作
- 「對于修改憲法問題的我見」，余富庠，1959.06，台灣／建設／第8卷第1期／2-3頁
- 「雲老」的風範，余富庠，《束雲章先生年譜》，朱沛蓮，中央硏究院近代史硏究所,1992，359頁